# Silent Hill 2
Silent Hill 2 (サイレントヒル 2 Sairento Hiru Tsū?) är ett survival horror-spel utgivet av Konami till Playstation 2 och utvecklat av Team Silent, en produktionsgrupp inom Konami Computer Entertainment Tokyo. Spelet släpptes i september 2001 som den andra delen i Silent Hill-serien. En utökad version av spelet, med titeln Silent Hill 2: Restless Dreams, släpptes till Xbox i december samma år, och innehåller ett kort bonusscenario och andra mindre tillägg. Det senare portades till Microsoft Windows under 2002. En remasterversion av spelet släpptes till Playstation 3 och Xbox 360 under 2012 som en del av Silent Hill HD Collection.
Medan spelet utspelar sig i den fiktiva amerikanska staden med samma namn är det inte en direkt fortsättning på det första Silent Hill-spelet. Istället centrerar den sig på James Sunderland, som går in i staden efter att ha fått ett brev från sin avlidna fru, som säger att hon väntar på honom på deras "speciella plats" i Silent Hill. I sällskap med Maria, som starkt liknar henne, söker han efter sin fru och får reda på sanningen om hennes död. Ytterligare material i återutgivningar och portningar inkluderar Born from a Wish, ett bonusscenario som fokuserar på Maria innan hon möter James.
Silent Hill 2 använder sig av ett tredjepersonsperspektiv och spelupplägg som lägger större vikt på att hitta objekt och lösa gåtor istället för strider. Psykologiska aspekter såsom det gradvisa försvinnandet av Marias brev lades till i spelet. Vissa av spelets monster är mer humanoida än sina motsvarigheter i det föregående spelet, och designades som en återspegling av James undermedvetna. I spelet kan spelaren även hitta hänvisningar till verkliga världshändelser, filmer och litterära verk.
Silent Hill 2 fick positiva recensioner av recensenter, och flera anser att det är ett av de bästa skräckspelen genom tiderna. Inom en månad av dess utgivning i Nordamerika, Japan och Europa hade spelet sålts i över miljon exemplar. Engelskspråkiga recensenter berömde spelets atmosfär, grafik, berättelse och monsterdesign, men kritiserade dess kontrollschema som svårt att använda men som en förbättring i jämförelse med dess föregångare. Sedan dess utgivning har spelet funnits med på flera recensenters topplistor för dess berättelse och användning av metaforer, psykologisk skräck och tabubelagda ämnen, liksom dess soundtrack och ljuddesign. På grund av framgången med Silent Hill 2 gavs uppföljaren Silent Hill 3 ut 2003.

## Spelupplägg
Målet i Silent Hill 2 är att styra spelarfiguren James Sunderland genom den monsterfyllda staden Silent Hill medan han söker efter sin avlidna fru. Spelet har ett tredjepersonsperspektiv med olika kameravinklar. I standardkontrollen för Silent Hill 2 rör sig James i den riktning som han står inför när spelaren lutar den analoga spaken uppåt. Silent Hill 2 använder inte en head-up-display; för att titta på James hälsa, position och objekt måste spelaren gå in i spelets pausmeny för att granska hans status. Genom hela spelet samlar James på sig kartor, som endast kan läsas om det finns tillräckligt med ljus eller när hans ficklampa är på. Han uppdaterar också relevanta kartor för att komma åt låsta dörrar, ledtrådar och hinder, och skriver ner innehållet i alla dokument inför framtiden.
En stor del av spelet består av att navigera i staden och hitta nycklar eller andra objekt för att kringgå dörrar eller andra hinder, med mindre fokus på att döda fiender. Ibland kommer pussel att presenteras, ofta med gåtor för spelaren att lösa. Fiendernas och pusslens svårighetsgrader bestäms av spelaren innan denne startar spelet. James tar med sig en radio som varnar honom för varelsers närvaro genom att den utsänder ett statiskt ljud, vilket gör att spelaren också kan upptäcka varelser genom den tjocka dimman. Han lutar också hans huvud i riktning mot ett närliggande objekt eller monster. För strider kommer han att hitta tre närstridsvapen och tre skjutvapen genom hela spelet, med ytterligare två närstridsvapen upplåsta när spelaren spelar om spelet från början. Hälsopaket och ammunition kan hittas i spelet.

## Synopsis

### Miljö
Silent Hill 2 är inte en direkt fortsättning på händelserna och figurerna i det första Silent Hill-spelet, utan äger rum sig i den fiktiva staden med samma namn, som ligger i nordöstra USA. och förklarar det spirituella tillstånd som staden befinner sig i sedan kultens agerande i föregångaren.
I huvudsak utspelar sig spelet inne i olika byggnader i Silent Hill och omgivande områden, och undersöker några av Silent Hills bakgrundshistorier. Staden kallar till sig människor (för James i form av ett brev) som känner destruktiv skuld på olika sätt och plågar dem ytterligare i form av demonens (Gud/Samael) version av paradiset "Otherworld", detta för att antingen driva dem till positiv eller negativ utgång. Detta kan ses tydligt i James fall, som upplever ständiga hån av staden som i majoriteten av spelet är baserad på hans skuld och vanföreställningar. Hans betraktning av staden bleknar bort när han förlikar sig med sin skuld och tar ansvar för sina handlingar. Till exempel förvandlas hotellet från att vara precis som det var för tre år sedan, till dess sanna form som en mestadels nedbränd och fuktskadad byggnad. Däremot uppfattar endast Laura staden som normal eftersom hon inte belastas med skuld eller tidigare missgärningar; för henne existerar varken monster eller Maria. Konceptet bakom staden var "en liten, lantlig stad i Amerika"; för att göra miljön mer realistisk saknar vissa byggnader och rum möbler.

### Letter from Silent Heaven
Handlingen i spelet kretsar kring huvudpersonen James Sunderland. Han kommer till staden efter att ha mottagit ett handskrivet brev från sin fru Mary, som dog av en sjukdom tre år tidigare. Ett flertal andra rollfigurer introduceras under handlingens gång, var och en med distinkta mål och anledningar till att de befinner sig i Silent Hill. I rundturen i staden träffar James Maria, som starkt påminner om Mary med undantag för en annan personlighet och kläder; Angela Orosco, en tonårig tjej som är på jakt efter sin mor; Eddie Dombrowski, en tonårig kille som flytt till staden för att gömma sig; och Laura, en åttaårig flicka som har träffat och blivit vän med Mary.
När James kommer till Silent Hill beslutar han att leta i en park, där han möter Maria, som hävdar att hon aldrig har träffat eller sett Mary. Hon känner sig ängslig, och James låter henne följa med. James och Maria letar senare efter Laura på ett sjukhus, men hamnar i ett bakhåll av ett monster vid namn Pyramid Head, och Maria dödas av denne precis när James flyr. Han fortsätter att leta efter Mary i ett hotell, där han och Mary hade tillbringat en semester. På vägen dit hittar James Maria vid liv och oskadd i ett låst rum. Hon hävdar att hon inte känner till deras flykt från Pyramid Head och diskuterar delar av James och Marys förflutna, något som endast Mary skulle veta. James ger sig iväg för att hitta ett sätt att frita Maria ur rummet och återvänder så småningom för att hitta hennes döda kropp. Senare räddar han Angela från ett monster. Hon antyder att hennes far brukade antasta henne sexuellt då hon är rädd för att James ska röra vid henne, och på en nyhetstidning som James hittar tyder det på att hon högg ihjäl honom innan hon kom till Silent Hill. Han konfronterar också Eddie, som medger att han skadsköt en mobbare och dödade en hund innan han flydde till Silent Hill. Han blir attackerad av Eddie, men James dödar honom i självförsvar. Vid det här laget visar det sig att i Eddies version av Silent Hill upplever Eddie människor som skrattar och hånar honom till att begå våld, medan James upplever dessa som monster, för Eddie är han också ständigt omgiven av olika anspelningar på hans viktproblem.
På hotellet hittar James ett videoband som visar honom när han mördar sin döende fru. Vid denna tidpunkt i spelet försvinner Marys brev ur kuvertet. I ett annat rum har James ett sista möte med Angela, där hon ger upp sitt liv då hon är oförmögen att klara av sitt trauma och sin skuld. Hon går uppför en brinnande trappuppgång och antyder att det är så Silent Hill visar sig för henne (i evig brand) innan hon försvinner bland lågorna.
James möter senare två Pyramid Heads, ihop med en levande Maria, som dödas på nytt. James inser att han själv undermedvetet har framkallat Pyramid Head (som uppträder som Silent Hills bödel) eftersom han behövde någon som skulle straffa honom för hans synder, och alla monster som han har konfronterat har varit manifestationer av hans eget psyke. Kuvertet från Mary försvinner och båda Pyramid Heads begår självmord. James beger sig till hotellets takterrass; beroende på de val som spelaren gjort under spelets gång kommer han antingen möta Mary eller Maria som är förklädd till henne.
Silent Hill 2 innehåller sex slut, som alla presenteras som lika möjliga. Konami har behållit deras kanonstatus tvetydigt.
- Leave: James har ett sista möte med Mary, läser hennes brev och lämnar staden med Laura.
- In Water: James begår självmord genom att köra sin bil utför en klippa.[32]
- Maria: Mary är kvinnan på taket, som inte har förlåtit James för att ha dödat henne. Efter hennes nederlag avfärdar James henne som en hallucination och lämnar sedan staden med en levande Maria, som börjar hosta, vilket tyder på att hon kommer att bli sjuk precis som Mary blev, och händelserna kommer att upprepas.[33][34]

De andra tre sluten blir endast tillgängliga när spelaren spelar om spelet från början. 
- Rebirth: James planerar att återuppliva Mary med hjälp av svåråtkomliga föremål som samlats ihop under spelets gång.[35]
- Dog: James upptäcker att en hund har kontrollerat alla händelserna i spelet.[36]
- UFO:  James blir bortförd av utomjordingar med hjälp av det första spelets huvudperson, Harry Mason.[37]

### Born from a Wish
Born from a Wish är en bonusberättelse i specialutgåvorna och återutgivningarna av spelet, där spelaren tar kontroll över Maria strax innan hon och James träffades i Silent Hill. Efter att hon vaknar upp i staden med självmordstankar och en pistol i sin hand beslutar hon sig för att leta efter någon. Hon hittar så småningom en herrgård, där hon hör rösten från dess ägare, Ernest Baldwin. Ernest vägrar att låta Maria gå in i hans rum och kommer bara prata med henne genom sin stängda dörr. Efter att Maria slutför olika uppgifter för honom varnar Ernest för henne för James, som han beskriver som en "dålig människa". Efter att Maria öppnar dörren till Ernests rum upptäcker hon att det är tomt. Hon lämnar herrgården och överväger att begå självmord, men istället beslutar hon sig för att leta efter James.

## Utveckling
Utvecklingen av Silent Hill 2 inleddes i juni 1999, direkt efter slutförandet av dess föregångare. Spelet skapades av Team Silent, en produktionsgrupp inom Konami Computer Entertainment Tokyo. Berättelsen skapades av CGI-regissören Takayoshi Sato, som baserade det på den ryske författaren Fjodor Dostojevskijs roman Brott och straff (1866), där enskilda medlemmar i arbetslaget samarbetade på huvudberättelsen. Manuset skrevs av Hiroyuki Owaku och Sato; den senare skrev dialogerna för spelets kvinnliga figurer. Silent Hill 2:s budget uppskattades enligt Sato vara 7 och 10 miljoner amerikanska dollar, i motsats till det föregående spelet som uppskattades vara mellan 3 och 5 miljoner dollar. Beslutet att producera en uppföljare till Silent Hill var delvis en ekonomisk fråga, eftersom det hade varit kommersiellt framgångsrikt, och delvis ett kreativt sådant, då arbetslaget hade haft svårigheter när de arbetade på spelet. Arbetslaget fick lite tid med att avgöra om vilken plattform de skulle utveckla spelet på och kunde inte samla in information om de dåvarande icke-utannonserade konsolerna Gamecube och Xbox, vilket fick dem att påbörja produktionen av spelet till Playstation 2. Producenten Akihiro Imamura konstaterade att beslutet också var påverkat av "en önskan från företagsavdelningen att vi snabbt rör oss vidare till PS2. Du vet, för det för närvarande marknadsfokuset". Imamura lästa alla kommentarerna om det ursprungliga spelet och höll dem i åtanke när han arbetade på Silent Hill 2. Han uppskattade att totalt femtio personer arbetade på spelet: förutom det kreativa arbetslaget från det första spelet  var de tvungna att ta in trettio personer från Konami Computer Entertainment Tokyo. Playstation 2-versionen av Silent Hill 2 och dess Xbox-portning utvecklades samtidigt och debuterade vid Tokyo Game Show i mars 2001, där spelet fick positiva reaktioner.
Silent Hill 2 delade samma atmosfär av psykologiska skräck som det första Silent Hill-spelet. Medan utvecklarna redan hade en känsla av spelets miljö fokuserade de i första hand på spelets handling, i motsats till processen för det första spelet. Hårdvaran i Playstation 2 fick utvecklarna att skapa bättre dimm- och skuggeffekter; till exempel, när ett monster närmar sig spelarfigurens ficklampa kommer dess skugga på väggen att växa. När arbetslaget arbetade med kameravinklarna i spelet kämpade de med att skapa en balans mellan det som var troget den kreativa visionen och det som inte hindrade spelupplägget. Psykologiska element, såsom det gradvisa försvinnandet av Marys brev och symboliska hål, införlivades till spelet. Arbetslaget ville att Silent Hill 2:s huvudperson skulle "återspegla [det] onda", mot vilken huvudpersonen i det första spelet strider mot.
För den grafiska stilen i spelet byggde arbetslaget på en rad olika influenser, såsom filmer från regissörerna David Cronenberg, David Fincher, David Lynch och Alfred Hitchcock, ihop med filmer som liknar skräckfilmen Jacobs inferno (1990) och målare såsom Francis Bacon, Rembrandt och Andrew Wyeth. Tidigt i projektet studerade de spelet Tomb Raiders (1996) skapande av 3D-miljöer. Andra influenser som påverkade spelet var survival horror-spelet Alone in the Dark (1992), det första Silent Hill-spelet och den japanska mangan Whirr av Morohashi. Sato och hans arbetslag arbetade på figurdesignerna med att skissa ansikten och olika uttryck. För att få en bättre känsla för figurernas ansiktsstrukturer målade de figurernas profiler från olika vinklar, innan de skapade wireframe-modeller, som var och en bestod av sex tusen polygoner och som senare kompletterades med texturer. Datan för figuranimationerna togs via motion capture, och figurerna animerades sedan med hjälp av Autodesk Softimage. Masahiro Ito designade spelets monster, och konceptet bakom deras utseende var "surnat kött". Monstren införlivades också med "ett mänskligt element." För det mesta återspeglade spelets monster huvudpersonens undermedvetna; till exempel var monstret Pyramid Head baserad på bödlarna i stadens fiktiva historia och var avsedd att vara James' bestraffare. Två undantag till detta tema var "Abstract Daddy" (Abstrakt pappa), en återspegling av Angelas undermedvetna och minnen, och "Creepers" (Krypare), som också sågs till i det första spelet.
Silent Hill 2 innehåller också några referenser till verkliga händelser. I huvudberättelsen designade utvecklarna Maria och James med dubbla personligheter: Marias andra personlighet var "Mary", en hänvisning till Mary Jane Kelly, Jack Uppskärarens sista offer, medan James var "Joseph", en hänvisning till en av de misstänkta bakom Jack Uppskäraren. Eddie Dombrowskis namn togs från skådespelaren Eddie Murphy under början av produktionsfasen när Eddie ursprungligen var designad med en behagligt optimistisk personlighet. Namnet Angela Orosco härrör från Angela Bennett, namnet på huvudpersonen i filmen Nätet (1995), och Lauras från romanen No Language But a Cry (1970) av Richard D'Ambrosio. Utvecklarna satiriserade vapnen i det amerikanska samhället genom att låta James hitta en pistol i en kundvagn. Det finns också indikationer på att Silent Hills design baserades till viss del på staden San Bruno i Kalifornien.

### Ljud
Musiken i spelet komponerades av Akira Yamaoka. Yamaoka tillbringade tre dagar i sitt hem med att skriva musiken till "Theme of Laura", spelets ledmotiv, genom att kombinera "en sorglig melodi" och "en stark takt", även om han inte anser att en melodi är den "viktigaste delen" av ett musikstycke. Han ville framkalla känslor från spelaren med musiken. Silent Hill 2 använder i omfattande grad ljudeffekter som sträcker sig från skrik till fotspår på krossat glas. Yamaoka var ansvarig för spelets femtio ljudeffekter, och han ville överraska spelare med olika ljud och skapa en oroande miljö. Han har också införlivat enstaka tystnader, och kommenterade att "välja tystnadsstunder är ett annat sätt att producera ljud."
Konami publicerade Silent Hill 2 Original Soundtrack i Japan den 3 oktober 2001. Åtta låtar ("Theme of Laura", "Null Moon", "Love Psalm", "True", "Promise", "Fermata in Mistic Air ", "Laura Plays the Piano" och "Overdose Delusion") dök upp i Silent Hill Experience som släpptes till Playstation Portable 2006. I konserten Play! A Video Game Symphony under 2006 i Chicago, Illinois utförde Yamaoka musiken från serien med en orkester; bland musikstyckena som framfördes var "Theme of Laura".

## Lansering
Silent Hill 2 släpptes först till Playstation 2 i Nordamerika den 24 september 2001, i Japan den 27 september 2001 och i Europa den 23 november 2001. I den ursprungliga europeiska utgåvan ingår också en andra skiva: en "Making of"-DVD som innehåller trailers, ett konstverksgalleri och en dokumentär om spelets utveckling.

### Förlängd version
En utökad version av spelet släpptes till Xbox i Nordamerika den 20 december 2001, i Japan den 22 februari 2002 och i Europa den 14 oktober 2002. Varje region hade en annan undertext för spelet: Saigo no Uta (最期の詩? sv. "Sista stundens dikt") i Japan, Restless Dreams i Nordamerika och Inner Fears i Europa. Denna utgåva innehöll det korta bonusscenariot Born from a Wish och andra mindre förbättringar. Denna reviderade version portades tillbaka till Playstation 2 och med undertiteln Directors Cut i Europa, men fick inte en undertext i Nordamerika, och släpptes under banderollen "Greatest Hits". Creature Labs portade utgåvan till Windows, som Konami släppte i december 2002. Nya funktioner i PC-versionen inkluderar möjligheten att snabbspara och titta på trailers för Silent Hill 3.
År 2006 återutgav Konami den utökade versionen av Silent Hill 2 med dess indirekta PS2-uppföljare, Silent Hill 3 och Silent Hill 4: The Room, i en samlingsutgåva under titeln The Silent Hill Collection i Europa och Japan 2006. Silent Hill HD Collection, en sammanställning av omgjorda HD-versioner av Silent Hill 2 och 3, släpptes till Playstation 3 och Xbox 360 den 20 mars 2012. Det innehåller också nya röstskådespelare för figurerna i båda spelen, ihop med alternativet i Silent Hill 2 att lyssna på de ursprungliga röstskådespelarna, men var känt för flera buggar och tekniska problem vid dess lansering som knappt reddes ut efter lanseringen av online-patchar.

## Mottagande
| Mottagande      | Mottagande                                                                                |
| Samlingsbetyg   | Samlingsbetyg                                                                             |
| Tjänst          | Betyg                                                                                     |
| --------------- | ----------------------------------------------------------------------------------------- |
| Gamerankings    | 85.82% (51 recensioner) (PS2) 82.40% (39 recensioner) (Xbox) 71.30% (10 recensioner) (PC) |
| Metacritic      | 89/100 (34 recensioner) (PS2) 84/100 (23 recensioner) (Xbox) 70/100 (11 recensioner) (PC) |
| Moby Games      | 85/100 (19 recensioner) (PS2) 83/100 (22 recensioner) (Xbox) 71/100 (17 recensioner) (PC) |
| Recensionsbetyg |                                                                                           |
| Publikation     | Betyg                                                                                     |
| Allgame         | [ 83 ]                                                                                    |
| Eurogamer       | (PS2) (Xbox)                                                                              |
| Famitsu         | 34/40 (PS2) 32/40 (Xbox)                                                                  |
| Game Revolution | A- (PS2)                                                                                  |
| Gamespot        | (PS2) (Xbox) (PC)                                                                         |
| Gamespy         | 96/100 (PS2) 86/100 (PC)                                                                  |
| IGN             | (PS2) (Xbox) (PC)                                                                         |

Silent Hill 2 fick positiva recensioner av recensenter, och såldes i över en miljon exemplar under den första månaden av dess utgivning i Nordamerika, Japan och Europa, med de flesta sålda exemplaren i Nordamerika. Recensionsammanställningssidan Gamerankings gav genomsnittsbetygen 85,82% till PS2-versionen, 82,40% till Xbox-versionen och 71,30% till PC-versionen. Recensionsammanställningssidan Metacritic gav genomsnittsbetygen 89 av 100 till PS2-versionen, 84 av 100 till Xbox-versionen och 70 av 100 till PC-versionen.
Silent Hill 2 fick höga betyg från speljournalister vid tidpunkten för dess utgivning och i efterhand. Andy Greenwald från tidskriften Spin berömde det som ett skrämmande, men "behärskat" spel. Jon Thompson från Allgame konstaterade att "Silent Hill 2 känns lite forcerat, och även om det inte skulle leva upp till den svindlande fasan från det första spelet står det på sina egna ben för att göra det till en värdig uppföljare." Doug Perry från IGN skrev att "Det är skrämmande, djupt, smart och försöker att förbättra genren, om bara lite, och i slutändan är det allt jag verkligen vill ha i ett survival horror-spel." Joe Fielder från Gamespot sammanfattade sin recension med att skriva: "Silent Hill 2 är ett mycket finare, något smartare men mindre övertygande spel än originalet." I boken Replay: The History of Video Games (2010) beskrev Tristian Donovan Silent Hill 2 som en "höjdpunkt" i serien. I en retrospektiv artikel angående survival horror-genren berömde IGN:s författare Jim Sterling spelets handling som "än idag en av de finaste exemplen på berättelsekonstruktion i spel." I en annan retrospektiv artikel angående survival horror nämnde IGN:s författare Travis Fahs spelet som en faktor i den "kortlivade perioden av förnyat intresse för skräckspel." Ben "Yahtzee" Croshaw, onlinespelrecensent för tidskriften The Escapist, listade spelet som ett av hans fem favoritspel genom tiderna, och berömde spelet för dess tjocka och oroande atmosfär för att skapa spänning och rädsla för spelare. I sin recension av spelet kommenterade han att "Silent Hill 2 är spelet jag spelar då och då för att påminna mig själv att trots alla de glänsande bruna, quick-time event-funktioner, och Space Marines med RPG-inslag, är spelande fortfarande värt att försvara", och att: "Det är en fascinerande resa av smärta och förtvivlan som lämnar dig känslomässigt dränerad och nöjd."
Grafiken och atmosfären i Silent Hill 2 fick beröm från recensenter, vilka betonade de mjuka övergångarna från datorgenererade sekvenser till filmsekvenser i spelet och känslan av klaustrofobi som orsakas av dimman. Å andra sidan kände Thompson att de gryniga bildeffekterna och den täta dimman dolde detaljerna i miljön, medan Fielder skrev att utomhusmiljöerna "sällan utmanar Playstation 2:s grafiska kapacitet". Figuranimationerna ansågs vara realistiska av recensenter, men James animation i de datorgenererade filmsekvenserna betraktades av Perry ibland som "marionett"-liknande. Röstskådespeleriet fick blandade reaktioner från recensenter, vilka var oeniga om huruvida det var bra gjort med ett förbättrat manus, eller något som hämmades av manuset. Recensenterna tyckte om designen på monstren, även om vissa betraktade monstren som mindre skrämmande på grund av överflödet av ammunition och som lätt kunde undvikas. Recensenter ansåg att kameran, om än förbättrad, fortfarande var svårhanterlig under strider mot monster då den hängde från taket — en kritik som också uttrycktes av recensenter angående PC-versionen. Soundtracket och ljudeffekterna ansågs av recensenter vara effektiva i att skapa spänning, även om Thompson ibland betraktade dem som "något påtvingat och krystat". Pusselelementen ansågs mestadels inte vara alltför utmanande av recensenter, men Thompson ansåg dem vara överlag enkla och David Hodgeson från Gamespy skrev att de var ibland ologiska. Spelets största brist ansågs var stridssystemet, som kritiserades för dess brist på utmaning och att man enkelt kunde besegra monster och bossar.
Reaktionerna på Xbox-portningen var också positiva. Recensenter skrev att Playstation 2- och Xbox-versionerna i stora drag liknade varandra, med undantag för scenariot Born from a Wish som finns på Xbox-versionen. Kristan Reed från Eurogamer kallade Born from a Wish "mer som ett demo än något annat", medan Fielder beskrev det som "en berömvärd bonus". Båda kände att det kunde slutföras på cirka en timme och lade inte till mycket till spelet. PC-portningen fick däremot blandade reaktioner. Allen Rausch från Gamespy ansåg att PC-portningen mestadels var "[en] fantastisk översättning av Konamis eleganta och skrämmande survival horror-spel". Ivan Sulic från IGN avrådde att spela spelet med tangentbord. Ron Dulin, en annan recensent från Gamespot, skrev omvänt att "Inte ens spelets dimmiga atmosfär är tillräckligt tjock för att dölja Silent Hill 2:s problem."
Silent Hill 2 är idag ansett av många vara det bästa skräckspelet genom tiderna på grund av sin berättelse och användning av metaforer, psykologisk skräck och tabubelagda ämnen. Det rankades på första plats i X-Plays lista över de läskigaste spelen genom tiderna 2006. År 2009 listade IGN det som ett av de fem bästa skräckspelen som skapats efter år 2000, och ett av de 12 bästa Playstation 2-spelen genom tiderna. 2010 rankade även IGN det som det 54:e i deras lista över de 100 PS2-spelen; i en retrospektiv artikel av Gamepro var Silent Hill 2 det 26:e bästa spelet till PS2. Under 2008 placerade Gamesradar det på sin lista över de 15 bästa "datorspelsberättelserna" någonsin, och beskrev det som "en bestraffande berättelse som inte lätt kan matchas". Under 2009 noterade Wired News det som det 11:e mest inflytelserika spelet från decenniet för dess betoning på psykologisk skräck och utforskning av tabubelagda ämnen som incest och hemmavåld, snarare än splatter. Under 2012 rankades spelet på 85:e plats i tv-nätverket G4:s lista över de bästa spelen genom tiderna. Samma år rankades spelets berättelse på första plats på Gamesradars lista över de "bästa datorspelsberättelserna någonsin". På senare tid har Silent Hill 2 listats på andra plats i Game Informers tidning från oktober 2014 över de bästa skräckspelen genom tiderna, och 2015 på åttonde plats på Gametrailers "Topp 10 två"-lista över de bästa första uppföljarna inom spelserier.